# NGC 7646
NGC 7646 је спирална галаксија у сазвежђу Водолија која се налази на NGC листи објеката дубоког неба.
Деклинација објекта је - 11° 51' 37" а ректасцензија 23h 24m 6,9s. Привидна величина (магнитуда) објекта NGC 7646 износи 14,0 а фотографска магнитуда 14,7. NGC 7646 је још познат и под ознакама IC 5318, MCG -2-59-15, IRAS 23215-1208, PGC 71338.